# Johan Amos Comenius

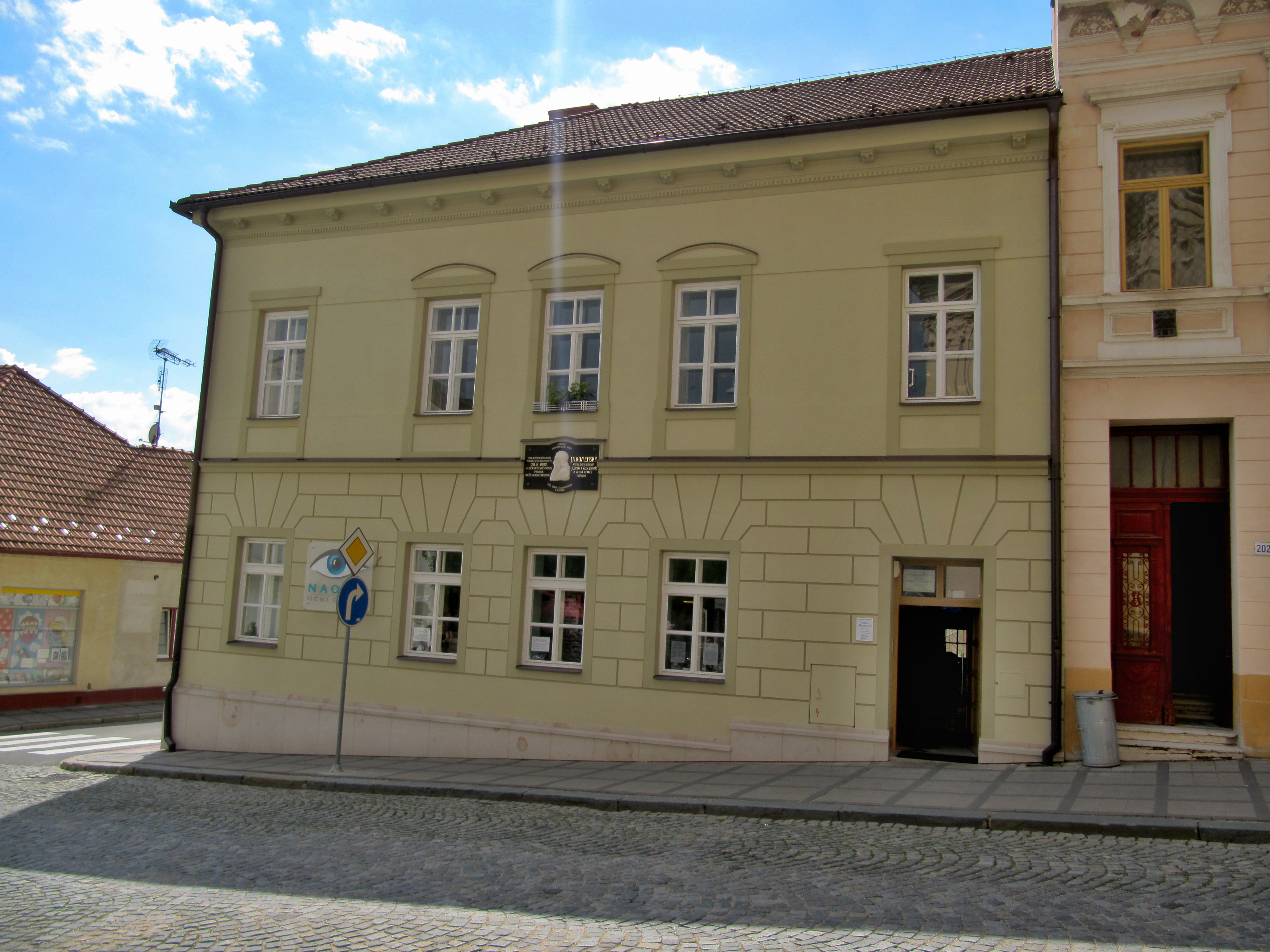
Förmodad födelseplats i Uherský Brod. Lägg märke till den svarta plaketten på husväggen med den vita reliefen av Comenius.

Johan Amos Comenius,, latinisering av Jan Ámos Komenský (tjeckiskt uttal (fil)), född 28 mars 1592 i Nivnice eller Uherský Brod, Mähren, död 15 november 1670 i exil i Amsterdam, var en tjeckisk pedagog, biskop och författare. Han är bland annat känd för att ha skrivit Orbis Pictus, vilken ibland räknas som världens första bilderbok - om man bortser från Biblia pauperum, en medeltida (1200-talet och framåt) bildbibel förmodligen skapad för människor som inte kunde läsa (det vill säga de flesta på den tiden) - och Didactica magna, vilken innehåller en organisationsplan för skolan. Den senare skulle få en betydande roll för Rousseau och Pestalozzi, och alltså också för den moderna pedagogiken.
I Uherský Brod finns sedan hundra år tillbaka ett museum över Comenius.

## Biografi
Jan Ámos föddes i en ganska välbärgad mjölnarfamilj. De var medlemmar i Mähriska Brödraskapet, en reformrörelse inom den romersk-katolska kyrkan, i vilken Comenius deltog aktivt under hela sin livstid.

### Föräldralös vid tolv
Vid tolv års ålder blev Jan Amos föräldralös och flyttade till en släkting i Strážnice där han började skolan. Innan han började skolan hade hans far fungerat som lärare och Comenius upplevde skolan som en institution där vetgirighet snarare kvävdes än uppmuntrades. Han stannade inte länge i skolan, eftersom rövare, uppmuntrade av den katolske kejsaren Rudolf plundrade de protestantiska, rika provinserna och brände ner staden Strážnice. Genom skogen tvingades den fjortonårige pojken att fly till Nivnice där han hade släktingar.

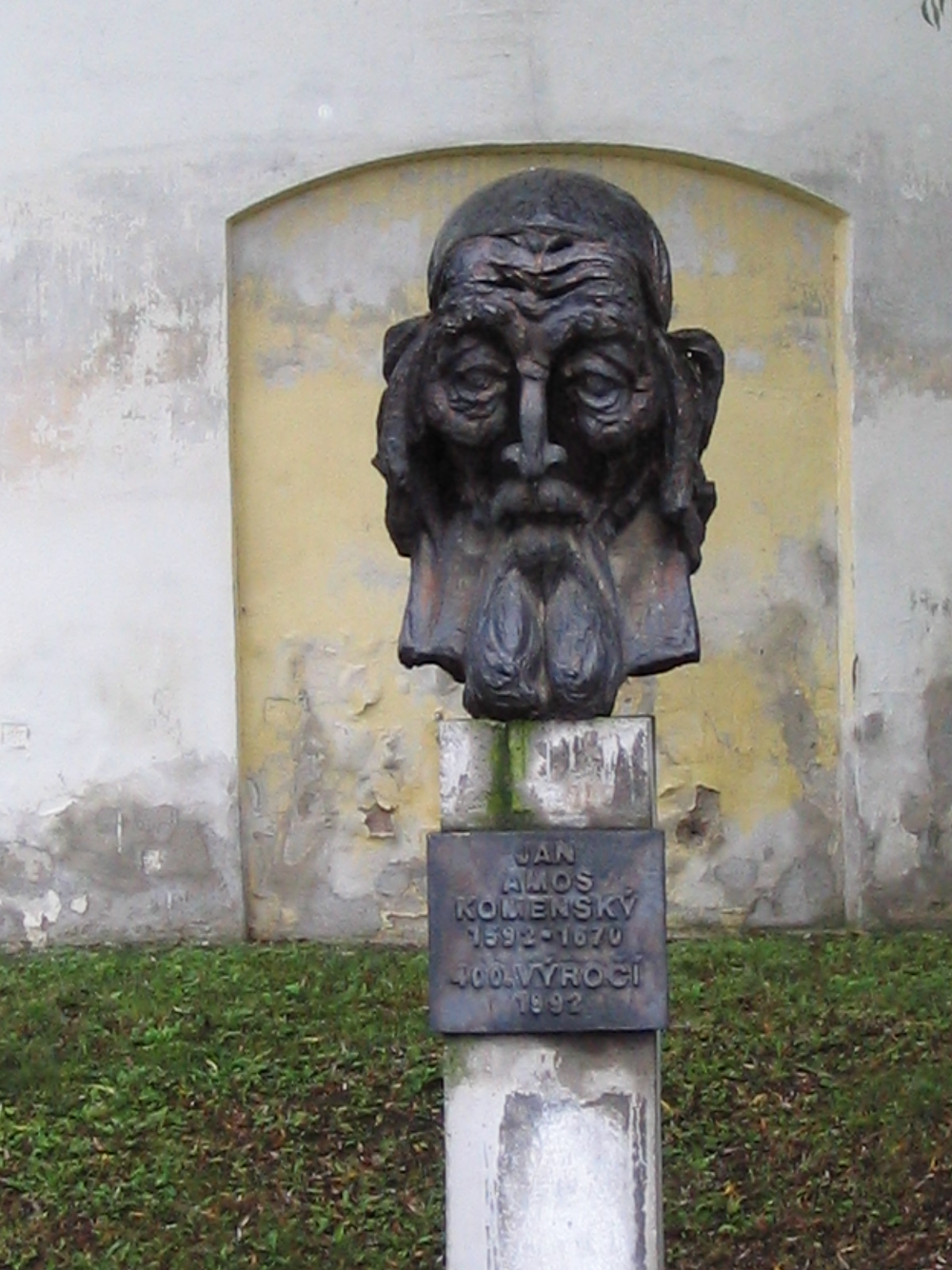
Byst i Strážnice

### Studier

#### Latinskola i Přerov
Den unge pojkens flit och talang uppmärksammades av Brödraskapet som hjälpte honom att komma in i latinskolan i Přerov 1608. I denna skola utmärkte han sig och blev omtyckt av biskopen Lanskys, som lovade honom sin dotter Johanna till hustru.
Vid denna tid lade han till sitt andra namn, Amos, efter latinets ord Amous, som betyder den käre, älsklingen. Han ägnade sig också flitigt åt latinet. Anledningen var att han då kunde läsa de bästa tankarna från filosofer och poeter som Cato den äldre, Seneca, Cicero, Ovidius, Vergilius och andra.

#### Högskola i Herborn
Som en av de bästa eleverna blev han 1611 skickad till högskolan i Herborn, som då hade både gott rykte och utmärkta lärare. I Herborn förde de en praktiskt inriktad pedagogik, där instruktioner värderades högre än diskussioner. I Herborn lärde han känna professor Piscator, som gett ut en kalvinistisk bibel 1604 och diskuterade med denne uttolkningar av Bibeln.

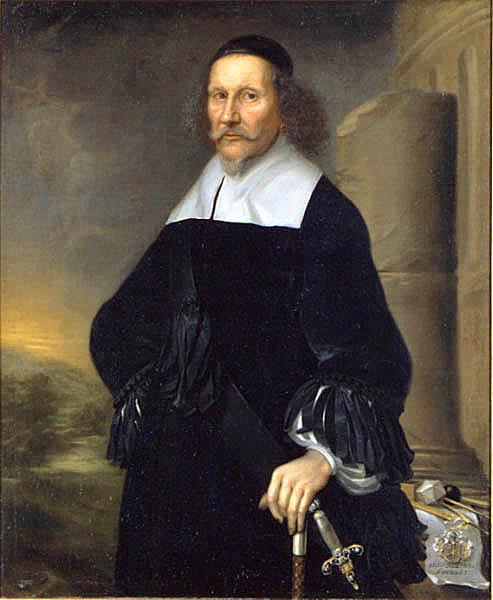
Georg Stiernhielm

#### Kontakter med svenskar
Han anlände till universitetet ungefär samtidigt som ”den svenska skaldekonstens fader”, Georg Stiernhielm, och påverkades liksom denne av den öppne och vidsynte unge professorn Johan Henrik Alstedius. (Det är inte osannolikt att Comenius och Stiernhielm kände varandra, något som verkar ännu troligare med tanke på att Johan Skytte var en person som Comenius hade mycket kontakt med; Johan Skyttes sekreterare var Georg Stiernhielm.

#### Pro-tjeckiska
Comenius drömde om att återuppliva det tjeckiska språket och han talade med sina vänner om detta på universitetet. Han ansåg att han på tjeckiska kunde uttrycka alla slags tankar, men vännerna tvivlade på att språket räckte till lika bra som latinet. Han beslutade sig då för att skapa en tjeckisk–latinsk ordbok och där bevisa att tjeckiskan kan uttrycka allt lika väl som latinet.

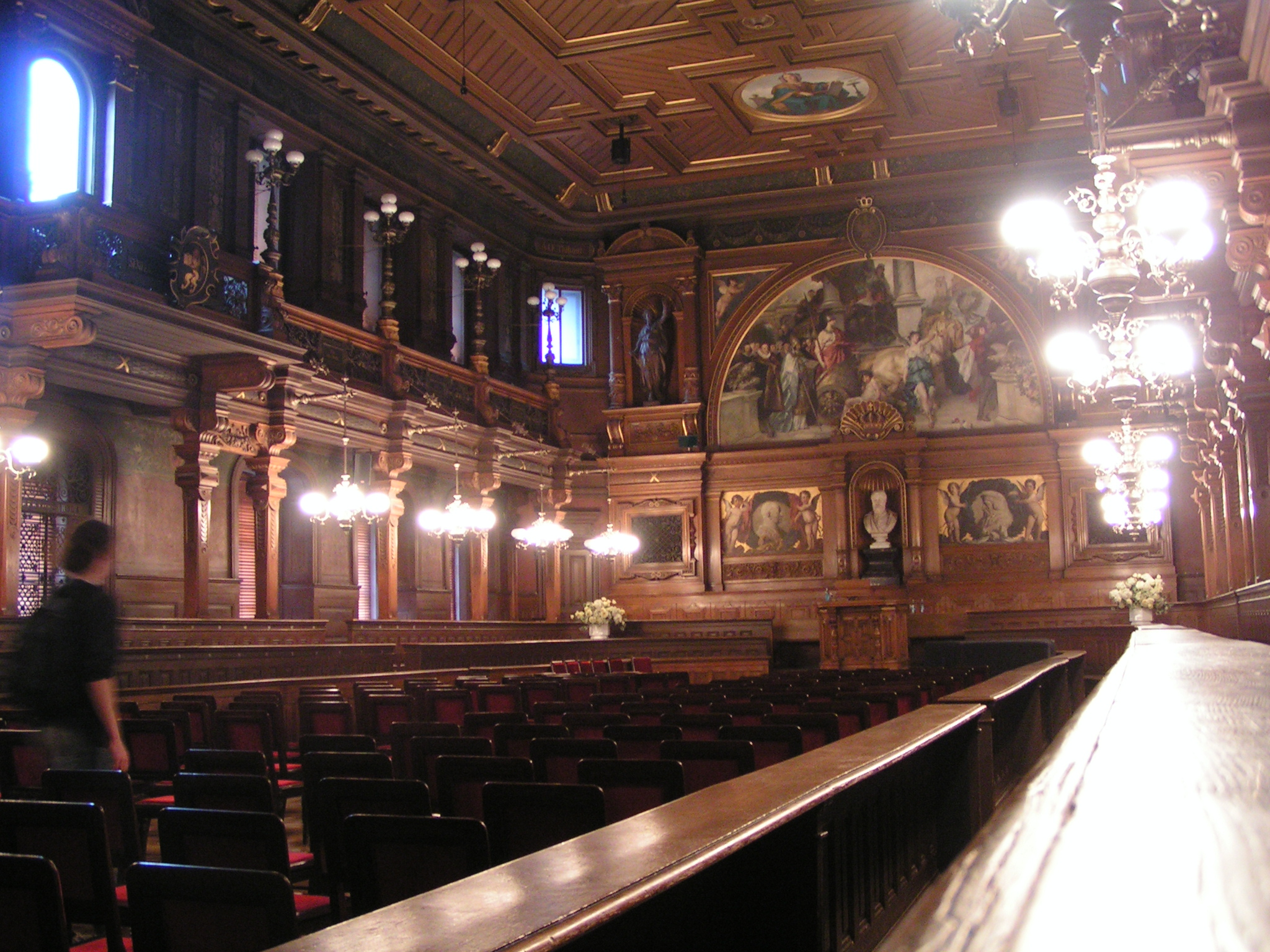
Universitetsaulan i Heidelberg

#### Universitet i Heidelberg
Sista året av sina studier övergick Comenius till att studera vid universitetet i Heidelberg, dels för att lyssna till professor Parea, som föreläste om världsfred och även för att delta i firandet av det ingångna äktenskapet mellan den protestantiske kurfursten Fredrik V av Pfalz och Elizabeth Stuart, den engelske kungens dotter. I Heidelberg träffade Comenius andra studenter, som exempelvis Georg Hartlib. Comenius hade nyss fyllt 21 år och ville skriva ett stort verk om allt vetande, likt det Alstedt skrev, för det tjeckiska folket, när han såg hur mycket det fanns skrivet på tyska i Heidelberg.

### Efter studietiden
Flera källor nämner att Comenius, i samband med sin resa från Herborn tillbaka till Tjeckien, köpte astronomen Kopernikus epokgörande skrift om planeternas rörelse av änkan efter matematikern Christman i Heidelberg (i januari 1614). När han återvände till Mähren blev han lärare och rektor vid skolan i Přerov. Han prövade redan här sina undervisningsmetoder, att samtala med eleverna på skolan där han en gång själv studerade. År 1616 blev han prästvigd.
År 1618 gifte han sig med Magdalena Vizovska, dotter till Přerovs borgmästare. Familjen flyttade senare till Fulnek och Comenius blev ansvarig för kyrkan och skolan i den sydmähriska staden, dit medborgare från Přerov skickade sina unga för att studera latin och tyska.
Äktenskapet blev lyckligt och Comenius ägnade sin tid åt skolan, kyrkan och åt att skriva. Vid sina resor tillbaka till Uherský Brod och till sina systrar, utarbetade han kartor, eftersom han var missnöjd med dåtidens.
Han började nu även att författa sina första encyklopediska och historiska skrifter. Han samlade även exempel på tjeckiska talesätt, sägner, visor och annan tjeckisk kultur. Han såg det tjeckiska folkets lidanden och skrev om detta i skriften De förtrycktas rop till himmelen, med undertiteln eller vad vi göra, när ej mer i världen finnes någon vilken beklaga oss eller åtminstone hörsamma vår klagan.

### På flykt
Slaget vid Vita berget (Bílá Hora) 1620 beseglade protestanternas makt i Böhmen-Mähren och katolska soldater började härja fritt i protestantiska Tjeckien. Comenius fick fly för sitt liv till bergen, samtidigt som Magdalena skulle föda sitt andra barn.
I början av sitt liv som flykting tänkte Comenius bara på sitt hem och sin familj i Fulneck. Han gömde sig i Brandeis i Mähren hos Karl de Zerotin och skrev vid denna tid några kända klagoskrifter som behandlar det tjeckiska folkets lidande. Han skickade år 1622 några brev via bud hem, men när budet återvände fick han kännedom om sin familjs öde. De spanska soldaterna hade inte skadat hans familj, men i soldaternas spår följde pesten och hela hans familj, två söner och hans fru Magdalena hade dött.
Eftersom Comenius var lärare och präst tydde sig människor till honom och han skrev vid denna tid en skrift i dialogform, kallad Den sorgsne (Truchlivý). Denna skrift gavs ut i hemlighet i Prag 1622 och gjorde att alla Comenius verk omedelbart blev bannlysta och brända på bål.
Karl av Zerotin kunde inte längre gömma Comenius och denne blev jagad som en fredlös, eftersom soldater ordnade klappjakter efter Brödraskapets präster. Samtidigt, då han en tid sökte tillflykt hos familjen Cyril, kom han nära familjens dotter Dorotea och de gifte sig på hösten 1624, då Comenius var 32 år gammal. Kort därefter deltog han i en hemlig sammankomst med Brödraskapet och de bad honom att undersöka var någonstans utomlands de skulle kunna leva i exil och han gjorde en resa till Polen och Tyskland.

### I exil

#### Tiden i Polen
Under en natt år 1628 flyttade en grupp familjer i hemlighet till Leszno i Polen. Dit medförde även Comenius en del böcker kring didaktik, ett ämne som fascinerade honom. Bland de som lär ha påverkat nämns: Mathurin Cordier (1479–1564), Francis Bacon (1561–1626), Tommaso Campanella (1568–1639), Johan Henrich Alstedt (1588–1638), Wolfgang Ratke (1571–1635) och Johann Valentin Andreae (1586–1654), men de är säkert endast ett fåtal av de författare som inspirerade Comenius. Med de flesta samtida försökte han etablera kontakt genom korrespondens.
I Lesno blev Comenius automatiskt ansvarig för ungdomarnas studier. Han fick även ansvaret för tryckeriet som Karl av Zerotin i hemlighet låtit frakta till Lesno. När pesten drabbade staden, så skrev Comenius en skrift om pesten, som hjälpte till att bekämpa smittan och även förde den polska och tjeckiska befolkningen närmare varandra. Själve borgmästaren Jan Schlichting tackade Comenius för detta.
Under vistelsen i Lesno utkom Världens labyrint och hjärtats paradis (1631), en allegori om världen, läran, tron och lidandet. Boken Den öppnade gyllene dörren till språken (Janua linguarum reserata, 1631), en lärobok i latin gjorde Comenius internationellt känd. Nya utgåvor på franska och engelska planerades.

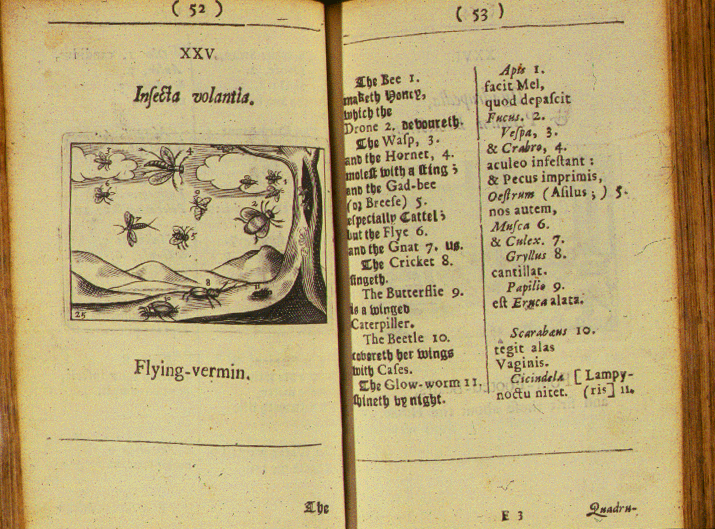
Uppslag av en av Comenius läroböcker, engelska–latin

I den tjeckiska utgåvan förenade han läroboken med talesätt under titeln De gamla tjeckernas vishet. Många av Comenius tjeckiska handskrifter från denna tid lade han åt sidan och de glömdes bort. Två hundra år senare återupptäcktes handskrifterna av den tjeckiske forskaren Jan Evangelista Purkyne i Lesno.
Vid denna tid skickade Comenius sitt latinska undervisningsverk, Didactica, till några betydelsefulla personer för att få uppmuntran, men han blev besviken eftersom många av hans krav i boken ansågs överdrivna.
Georg Hartlib som Comenius lärde känna i Heidelberg hade en bror, Samuel Hartlib (1600–1662). Det han från sin bror fick höra om Comenius fick honom att tro att Comenius kunde förverkliga föreställningen om en utopistisk, fredlig värld, med upplysta medborgare. Han skrev därför till Comenius. När Comenius fick begäran, så skrev han ett utkast till pansofin, läran om allt. Hartlib väntade inte ens på författarens samtycke, utan tryckte detta under namnet Förspelet till Comenius ansträngningar (Conatuum Comenianorum praeludia, 1637. När Comenius fick svaret från Hartlib, blev han förvånad, för inte ens han hade vågat trycka något som skulle skapa så många fördomar.
Samtidigt blev han vald till rektor vid skolan i Lesno. Därför införde han en nyhet i studierna. Han skrev och uppförde med eleverna teaterföreställningar, som en del av undervisningen. Det första teaterämnet blev Diogenes öde och hans omvandling från godtrogen yngling till filosof. Omgivningen klagade dock att ämnet inte var tillräckligt fromt.
Under denna tid ansvarar Comenius, förutom för undervisning och skola, för Brödraskapets talan i de teologiska skriftduellerna som uppstod mellan de olika trosriktningarna.
1641 mottog Comenius tre brev, vilka alla innehöll begäran att Comenius ska resa till England, vilka Hartlib skickat med olika kurirer. Han sa adjö till sin hustru och sina döttrar. Från Gdansk steg han på båten, vilken blåste bort till Skandinavien i en storm och sedan blåste tillbaka till Gdansk. Men han lät sig inte stoppas. Comenius trodde att han reste som okänd resenär. Han visste inte att Hartlib tillhörde en våghalsig parlamentsgrupp engagerad mot kungen Karl I, biskoparna och kyrkan. I gruppens förgrund stod revolutionspolitikern John Pym och medlem var även diktaren John Milton.

#### Tiden i England
Redan vid hamnen välkomnades Comenius av en grupp betydelsefulla män. Han träffade i England John Durys sekreterare Peter Figul-Jablonsky, vilken var en av Comenius elever från Lesno. Han träffade även Václav Hollar, en känd tjeckisk exilmålare, vilken tog tillfället i akt att måla ett porträtt av Comenius.
I England lärde han känna stenografi för att föra anteckningar i skolorna. Han blev imponerad att många studenter studerade grekiska och hebreiska. Allt verkade fungera väl, Comenius vän, biskop Wiliams blev ärkebiskop, varpå katolikerna i Irland gjorde uppror. Hela omgivningen verkade plötsligt upprorisk och trots att vännerna bad Comenius att vänta, så beslutade han att resa. Också hans fru sände honom ett brev fullt med tårar, där hon bad att han inte skulle flytta familjen till ett land, vars språk de inte kunde förstå.
Han funderade på att åka till Frankrike, dit kardinal Richelieus sekreterare inbjudit honom. Han fick även en inbjudan till Sverige. Han hade sedan tidigare haft korrespondens med läraren till Ludvig de Geers söner, Hotton, samt även med de Geers förvaltare Wolzogen. John Dury hade också han berättat för Comenius om de Geer.

#### Tiden i Sverige
Comenius fick en inbjudan till Sverige år 1638. Han kom till Sverige år 1641 och träffade Axel Oxenstierna, Louis De Geer, René Descartes, Johannes Matthiae och drottning Kristina. Drottningen lär ha tilltalat honom på flytande latin och bekräftade att hon lärt denna från Comenius lärobok. Han fick av Axel Oxenstierna uppgiften att skriva läroböcker för svenska skolan. Då han tänkte på sin familj så beslutades att han skulle bosätta sig i den av svenskarna då ockuperade polska hamnstaden Elbing. För Comenius arbete fick De Geer även betala understöd till exilbefolkningen i Lesno och Ungern. Comenius tröstade sig med att han genom sitt arbete även indirekt hjälper sina bröder. Han reste till Turin för att delta i ett viktigt kyrkomöte och ådrog sig på så vis Sveriges missnöje. År 1646 reste han till Sverige och visade upp de olika läroböckerna som han författat för en skolkommission. Comenius åsikter utövade stort inflytande på den svenska skolordningen av år 1649.

#### Åter i Lesno
År 1648 valdes Comenius till biskop i Brödraskapets kyrka och han flyttade tillbaka till Lesno. På färden tillbaka blev Dorotea sjuk och dog snart efter ankomsten till staden. Comenius fick ta hand om de två döttrarna och den yngste pojken Daniel. I Lesno började han åter undervisa både i skolan och på prästutbildningen.
Mot slutet på mars 1650 anordnades en sammankomst i Lesno där företrädarna för de främsta ur Brödraskapets kyrka från Polen, Preussen och Schlesien träffades och behandlade situationen efter den Westfaliska freden 1648, varpå de insåg att möjligheten att återvända till ett från Habsburgarna befriat Tjeckien därmed var förlorad.
Bröderna i Ungern krävde speciellt att någon från kyrkan skulle besöka dem – helst Comenius, vilken de inte sett på över 25 år. Detta sällskap enades om att bifalla förslaget och sända Comenius till bröderna i Ungern med ett speciellt brev till Zigmund Rakozi, samt brev till rektorn Jan Tolnaie, vilken var under många år god vän till Hartlib i England. Rakozi inbjöd även Comenius till överläggningar om skötseln av skolan och andra pansofiska ansträngningar. Vidare skulle man meddela att trots den Westfaliska freden, så hade man bestämt att Brödraskapets kyrka inte skulle upphöra.
För att ordna sina familjeförhållandena och sina barns vård innan resan, så gifte han sig för tredje gången, med Jana Gajusova. De två äldre systrarna gifte sig kort därefter. Alberta gifte sig med Comenius elev Peter Figulus och Kristina gifte sig med sonen till Johanna, vilken biskopen i Prerau lovat Comenius till hustru för 44 år sedan. Alltså förenades ätterna i den andra generationen när allt kom omkring.

#### Tiden i Ungern
Under tiden mellan påsk och pingst reste Comenius till övre Ungern och ordnade sin vistelse i Blatny Potok (Sárospatak), dit han återkom permanent mot slutet på vintern samma år (1650), då han alltså var 58 år. Blatny Potok en stad som ligger vid foten av vinbärande sluttningar. I skolan, där hans tidigare lärare, Alstedt och Piscator, undervisat och där hans läroböcker användes, mottogs han med glädjefull vördnad.
Hertiginnan Zuzana önskade skapa en ny skola och bad Comenius att bosätta sig i staden och bygga upp denna. Även rektorn vid skolan Jan Tolnai bad Comenius om detta. Alltså föll Comenius för frestelsen att bygga upp en skola helt enligt sina egna idéer.
Han krävde ordentliga löner till lärarna. Han genomdrev att skolan skulle få ett tryckeri för skolböcker. Han krävde stipendier för fattiga och ordnade med plats för begåvade studenter från Lesno i skolan vid Blatny Potok. Han grundade alltså en pansofisk skola, vilken dock bara växte till tre årskurser, för ständigt kämpade han mot motsättningarna med rektorn Tolnaie och lättjan hos eleverna.
Comenius försökte att väcka eleverna till större flit år 1652 med två traktater med samma namn: De ratione studii.
Den ena traktatens författare var en nederländsk humanist, vid namn Joachim Sterck van Ringelbergh, kallad Ioachimus Fortius Ringelbergius, född i Antwerpen omkring 1499. Ringelbergh var professor i filosofi och astrologi i Paris, Orléans, Brygge, Lyon och Basel. Han dog ungefär 1536. Ringelbergh skrev till sina skrifter en inledande studie, De ratione studii, i vilken han råder ungdomen att flitigt och ordentligt lyssna, öva och lära.

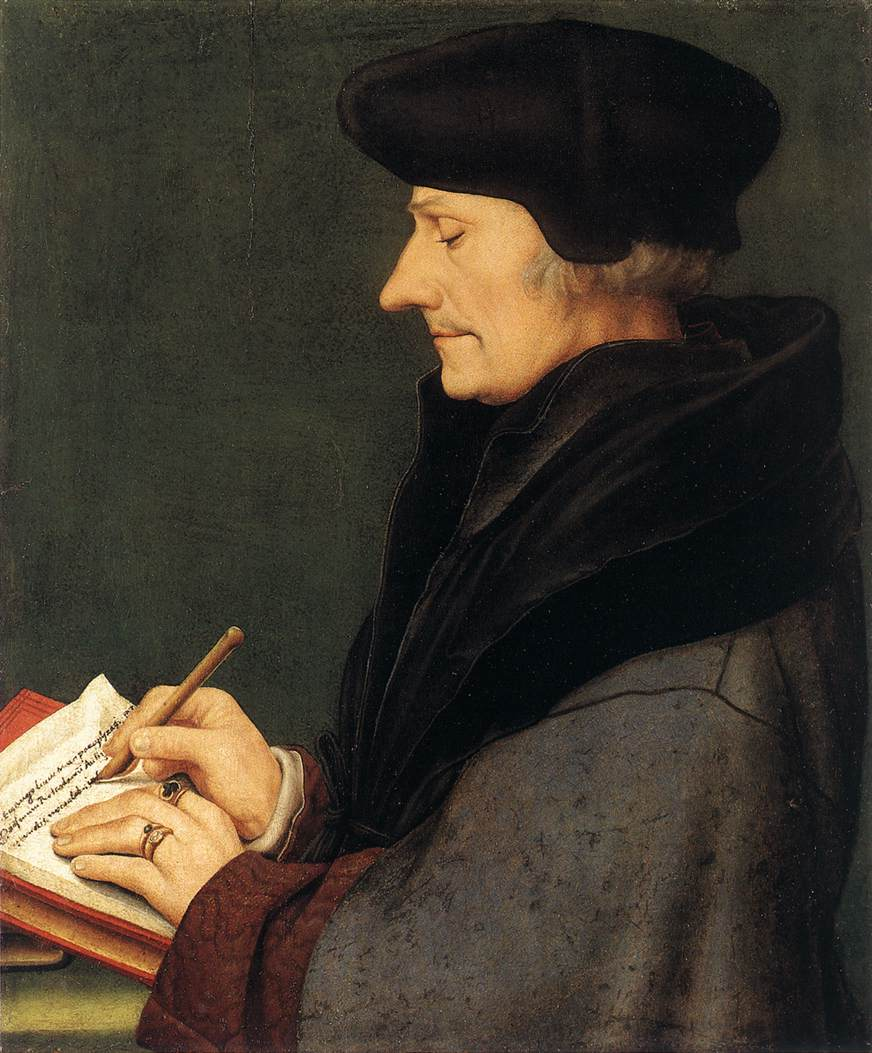
Erasmus

Den andre skriftställaren var den kände humanisten och Ringelberghs vän, Desiderius Erasmus av Rotterdam, en aktad man och eftersökt av regenter och de andliga, senare avskydd av såväl katolikerna som protestanterna. Erasmus skrev 1512 en annan De ratione studii, i vilken han betonar den dubbla kunskapen, den sakliga och den skriftliga, och uppmanar eleverna till studier och övning.
Både dessa skrifter hjälpte inte mycket, så därför skrev Comenius själv en ny skrift: Fortius redivivus, i vilken han ordentligt bevisar sina påståenden med en mångfald exempel och uppmanar eleverna, lärarna, skolledningen och skolstyrelsen till större flit och ordentligare arbete till nytta för skola och studier. Han arbetade hårt på att skapa läroböcker, i vilka illustrationerna tillsammans med texten ska skapa en enhet och möjliggöra att barnen ska kunna lära orden, samtidigt som de lär känna tingen. Han gjorde försöksexemplar, kallad Lucidarium och sökte aktivt efter någon som kunde skapa illustrationer som passade. Han skickade, sin vana trogen trycken till vänner, främst till Samuel Hartlib för att få gensvar.
Efter tre år i Blatny Potok med ständiga motsättningar visade Comenius att föräldrarna, adeln inte förstått hans ansträngningar och önskar inte att göra skolan behagligare för eleverna. Han bestämde sig då att försöka med teater liksom tidigare i Lesno. Skolföreståndarna var advundsjuka på Comenius, vilken födde sin familj med sin lön och dessutom hade ordnat med gratis studier för tolv av sina skyddslingar från Lesno. Han genomdrev ändå att teaterföreställningarna skulle bli av och alla hans motståndare följde med stor spänning utvecklingen.
För att denna gång undvika teologisk kritik, så valde han några kapitel från latinläroboken. Vilken uppgift i pjäsen eleverna skulle få bestämdes utifrån deras vitsord, men i övrigt överlät han åt dem att utveckla in uppfinningsrikedom. Redan vid första föreställningen, då ett femtiotal elever framförde i dialoger tjugo kapitel ur den latinska läroboken, så hade man överraskande framgång. Lärarna blev tvungna att erkänna att eleverna vid framförandet erhållit en ovanlig säkerhet. Elever, vilka för några veckor sedan inte kunde mer än ett fåtal ord framförde utan fel långa passager, uppförde sig väl och naturligt, orädda och många visade även prov på uppfinningsförmåga.
Nästföljande teaterföreställningar hade ännu större framgång och stor publik. Främst föräldrarna fick äntligen se, att deras önskningar blivit uppfyllda. De enades att Comenius med teatern lyckats visa att man kan lär sig både ämnet, korrekt uppförande och att exempel verkar effektivare än oändligt antal tillrättavisningar. Dessutom sporrar teatern eleverna till eget arbete och framkallar föräldrarnas belåtenhet. Skolföreståndare Tarsalli själv konstaterade, att Comenius framgång innebär en seger över det obildade, vilket tyngt det ungerska folket dittills.
På lärarnas förslag sammanställde Comenius en förteckning över teaterpjäser lämpliga att uppföra och ordnade även en turordning. Hela verket kallade han för Skolan på scenen (Schola ludus).

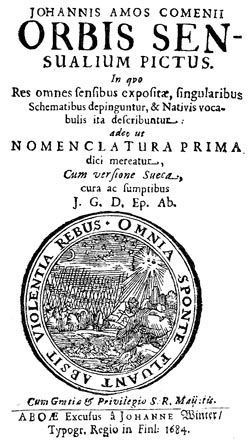
Titelsida ur Amos Comenii berömda verk Orbis pictus

I slutet av maj 1654 uppförde i hertiginnan Zuzanas trädgård Comenius en pjäs med sina skolelever, där han även visade prov på kunnigt utnyttjande av utomhusmöjligheter och slottets arkitektur. Samtidigt var detta en avskedsföreställning, för efter svenska drottning Kristinas abdikation och övergång till katolicismen, så fick åter katolska kyrkan överhanden och tiderna började bli oroliga för Comenius. När han återkom till Lesno, så väntade hans dotter Alberta att han skulle välsigna sitt barnbarn innan hon återvände till Gdansk.

#### Sista åren
I Lesno återgick han till sitt tidigare liv, som rektor och präst, samtidigt som han förberedde för tryck sitt nya verk, Världen i bilder (Orbis pictus). När verket utkom 1658, så blev det världens första illustrerade bok.
Politiskt blev Lesno föremålet för konflikten mellan katoliker och protestanter och där katolikerna fick överhanden. Hartlib och andra bad Comenius att skicka sina böcker i säkerhet, men han kunde inte tro att polska katoliker skulle bete sig illa i en polsk stad. Men 1656 omringade soldater staden och under tre dagar brann Lesno. Hela Comenius livsverk brann upp. Pansofin, med metafysiken, alla hans kyrkotal under alla år, samlingen med tjeckiska språket, alla skrifter samlade under 40 år. Men han lyckades rädda livet och sin familj.
Han blir inbjuden till Amsterdam av Henrik de Geer. Sex veckor stannar han dock i Hamburg, för att göra i ordning några skrifter, med vilka han tänker etablera sig i Amsterdam. Det var fjärde gången Comenius kom till Amsterdam.

##### Tiden i Amsterdam
Han blev överallt bemött med respekt och undervisade rika borgare och De Geers söner. Första boken som han gav ut i Amsterdam var Skolan på scenen. Nästan samtidigt publicerades Världen i bilder, som en ny slags lärobok, vilken verkligen skapade uppmärksamhet.
En viktig milstolpe som visar hur långt han kom när det gällde didaktiken, visar samlingsverket Opera didactica omni. Den publicerades i femhundra exemplar och föreställde egentligen en biografi över Comenius lärarerfarenheter, med vilka Comenius tänkte presentera sig i Amsterdam. På titelbladet sitter han framför olika skolsymboler och symboler för vetande. Det han speciellt påpekade är att undervisa till harmoni med alla människans egenskaper. Han skrev ”Omnia sponte fluant, absit violentia rebus.” (”Låt allt flöda i samklang, utan våld.”) Han tillägnade staden Amsterdam verket.

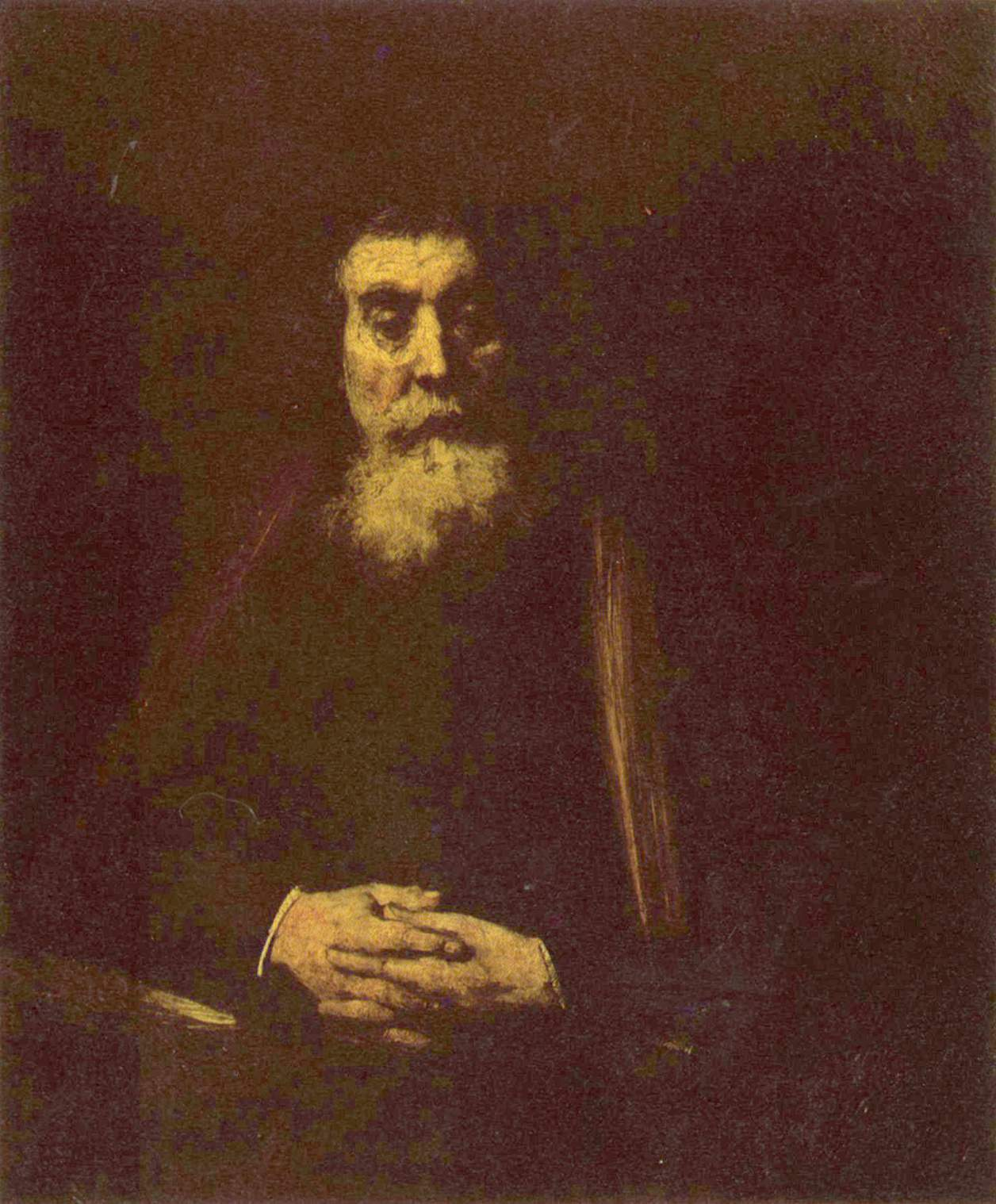
Rembrandts porträtt över en ”gammal man i länstol”

Comenius bodde i samma kvarter som Rembrandt Harmenszoon van Rijn (1606–1669) och det sägs att ett av hans porträtt kanske föreställer Comenius. Under tiden i Amsterdam deltog Comenius i brevväxling och publicerade många av sina verk. Han var under sina sista år ofta sjuk. Han blev glad, när han fick höra att hans lärobok i latin hade givits ut, utan författarnamn, av jesuiterna i Prag. Samtidigt angriper några avundsjuka konkurrenter och anklagar hans pansofi och undervisningsteorier för bluff. Comenius försöker då rättfärdiga sig, genom att nedskriva hur saker skett, som exempelvis hur Samuel Hartlib publicerade pansofin, utan Comenius vetskap i England.
Comenius dagböcker har gått förlorade, men hans idéer till nya skrifter och verk, kallat Elias rop (Clamores Eliae) har man funnit. Där skrev han sina sista fem års anteckningar om önskan att reformera världen. Peter Figulus blev vald till tjeckiska brödraskapets överhuvud för att underlätta för Comenius under hans sista år. Vid sitt sjuttioåttonde år började han samla material för ett historiskt verk om brödraskapet. Med skräck insåg han att han kanske inte skulle hinna publicera sitt slutliga undervisningsverk. Därför bad han sin son Daniel med Kristian Nigrin att se till att de skulle bearbeta hans handskrifter och koncept och ge ut alla delarna. Den 15 november 1670 dog Comenius i Amsterdam. Han begravdes i kyrkan i Naarden.

## Eftermäle
Intresset för Comenius verk växte i takt med att fler uppmärksammade didaktikens nödvändighet. Samtidigt upptäcktes sporadiskt Comenius verk i världen. I Leningrad upptäcktes 1931 fyra latinska och två tjeckiska skrifter. Även om Comenius språk är ålderdomligt, så är hans erfarenheter och slutsatser lika levande i dag som för över 300 år sedan.
Under 1800-talets tjeckiska nationalism gjordes Comenius till nationalsymbol för det tjeckiska folket. Den bilden upprätthålls ännu i dag.

### Namngivna ting
- I Sárospatak, Ungern, har en lärarhögskola uppkallats efter honom (högskolan hör nu till universitetet i Miskolc).
- Comenius födelsedag den 28 mars firas som Lärardagen i Slovakien (Deň učiteľov) och Tjeckien (Den učitelů).
- Comeniusmedaljen, en av Unescos mest prestigefyllda utmärkelser för att hedra enastående insatser inom områdena utbildning, forskning och innovation, är uppkallad efter honom.
- 1919 grundades Univerzita Komenského v Bratislave (Comenius universitet i Bratislava), Tjeckoslovakien, (numera i Slovakien). Det var det första universitetet som gav kurser med slovakiska som undervisningsspråk.
- Comenius har gett namn till ett av EU:s program för skolsamarbete, Comenius - European Cooperation on School Education.
- En skola i Skopje i republiken Nordmakedonien är uppkallad efter Comenius (Jan Amos Komenski på makedonska). Skolan byggdes av den tjeckoslovakiska staten efter jordbävningskatastrofen 1963 som jämnade det mesta av Skopje med marken.
- Comeniusstiftelsen är en icke-statlig organisation i Polen, som arbetar för lika möjligheter för barn under tio år.
- Asteroiden 1861 Komenský är uppkallad efter honom.[28]

## Sammanfattning av betydande verk
Comenius har författat flera pacifistiska verk om hur en enad kristendom skulle bilda en ny ordning med ett nytt världsspråk där alla jordens folk var ett. Detta menade Comenius skulle vara ett fredens rike. I Sverige anlitade Axel Oxenstierna Comenius för författande av läroböcker. I Orbis pictus har Comenius skrivit betydande tillägg om undervisningsmetoder. I Didactica magna framför Comenius en organisationsplan för skolan. Dessa böcker skulle senare påverka både Rousseau och Pestalozzi. Comenius anses vara den förste som beskrivit barns utveckling kronologiskt från födseln till vuxen ålder, samt den förste som presenterade en demokratisk pedagogik.

## Vidare läsning

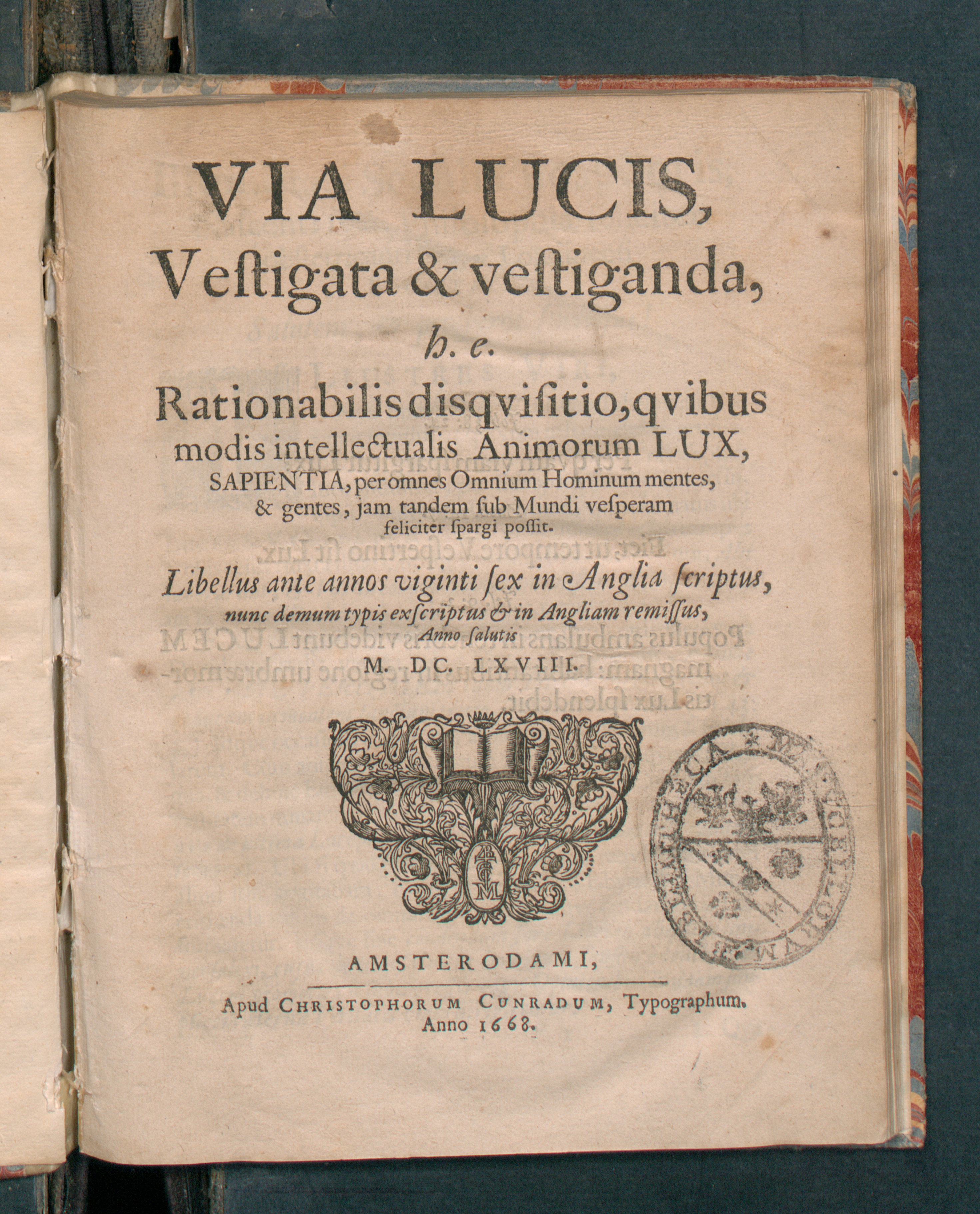
Via Lucis', 1668